# Thác Tà Manh
Thác Tà Manh là thác trên suối Nước Ui ở vùng đất xã Ba Vì huyện Ba Tơ tỉnh Quảng Ngãi, Việt Nam .
Thác Tà Manh hiện còn giữ nét đẹp tự nhiên đầy hoang sơ, có tiềm năng du lịch cao. Thác cách trung tâm hành chính xã Ba Vì 14°42′35″B 108°33′29″Đ / 14,70986°B 108,558085°Đ, đi về phía tây vượt sông Re đi đường núi theo suối cỡ hơn 3 km. Đường đến xã Ba Vì theo quốc lộ 24, cách thị trấn Ba Tơ 14°45′52″B 108°44′00″Đ / 14,764506°B 108,73329°Đ cỡ 24 km, và cách Ngã ba Thạch Trụ 14°53′18″B 108°55′16″Đ / 14,888412°B 108,921167°Đ trên Quốc lộ 1 cỡ 52 km .

## Suối Nước Ui
Suối Nước Ui là phụ lưu của sông Re trong hệ thống sông Trà Khúc. Suối bắt nguồn từ phần đông nam xã Pờ Ê huyện Kon Plông tỉnh Kon Tum, chảy hướng đông nam. 14°43′48″B 108°29′07″Đ / 14,729941°B 108,485378°Đ
Sang xã Ba Vì huyện Ba Tơ tỉnh Quảng Ngãi suối đổi hướng đông, qua đoạn có thác Tà Manh thì suối đổi hướng đông bắc. Đến thôn Mang Đen suối đổ vào sông Re bê bờ trái.
Tuy ngọn suối cắt quốc lộ 24 ở xã Pờ Ê, nhưng đường đi theo suối xuống khó khăn.